# Dundo Maroje
Dundo Maroje najpoznatija je komedija Marina Držića. Prvi je put prikazana, kako se najčešće navodi, početkom veljače 1551. godine, u sali Velikoga vijeća Dubrovačke Republike, od strane Pomet-družine, premda postoje osnovane sumnje u vjerodostojnost ovoga podatka.
Komedija se sastoji od dva prologa ("Dugi Nos, negromant, govori"; "Plemeniti i dobrostivi skupe ...") i pet činova (završetak nije sačuvan). U osnovi ovoga Držićeva djela je sukob (međusobno nerazumijevanje) pripadnika stare i mlade generacije u doba renesanse. Građu za komediju pisac je uzeo iz neposredne stvarnosti ondašnjega Dubrovnika (o čemu svjedoči i njegov iskaz u drugome prologu). Dundo Maroje zapravo je nastavak izgubljene komedije "Pomet" (što se, također navodi u spomenutom prologu). Radnja se djela događa u Rimu, ali glavni su likovi Dubrovčani. ("Žene, para li vam ovo malo mirakulo Rim iz Dubrovnika gledat?", obraća se pisac gledateljicama, nastojeći ih što više zainteresirati za svoju kazališnu predstavu.)

## O komediji
Komediju "Dundo Maroje", kao ni ostale svoje dramske tekstove u prozi, Marin Držić nije tiskao za života. Nije sačuvan ni njezin originalni rukopis, već samo prijepis iz druge polovice XVI. stoljeća, kojem uz to, nedostaje kraj. Prvi je put ova Držićeva komedija tiskana tek 1876. godine, a do novoga postavljenja na pozornicu djela u cjelini, tek drugoga po redu, došlo je tek sedamdesetak godina poslije toga - 1938. godine. Narodno je kazalište u Zagrebu tada izvelo Dunda Maroja, točnije, adaptirani tekst Marka Foteza, koji je i režirao predstavu. U novije je vrijeme Držićev "Dundo Maroje" doživio niz izdanja i kazališnih izvođenja, a uvelike je i zaokupio pozornost proučavatelja književnih tekstova, podjednako i hrvatskih i srpskih, a i nekih stranih.

## Radnja
Dundo Maroje poslao je sina Mara u Italiju da trguje, davši mu pet tisuća dukata. No, ovaj se nije pridržavao očevih savjeta i umjesto da ode iz Jakina (Ancone) u Firencu (pa u Sofiju), odlazi u Rim. Tu, u Rimu, rasipa očevo blago, kupujući poklone kurtizani Lauri. Dundo Maroje, saznavši za sinovo "loše vladanje", odlazi u Rim, i stiže pred Laurinu kuću. Namjera mu je da spasi bar nešto od svoje imovine. 
U Rim stiže i Marova zaručnica Pera, preobučena "na mušku", a tu su i drugi "našijenci". U Rimu živi i Marov suparnik Ugo Tudešak, zaljubljen (u Lauru) i uvijek pripit. Tu su i Pomet, Ugov sluga i Popiva, Marov sluga. Oni su, u stvari, režiseri svih glavnih događaja i natječu se u tome tko će bolje ugoditi svomu gospodaru. Drugim, riječima, "cijeli komad je jedan duel između njih, duel između oštroumlja i dovitljivosti". 
Pomet i Popiva suparnici su i što se tiče Petrunjele, Laurine sluškinje. Maroje i Maro se (u drugome činu) susreću, ali se sin pravi da ne poznaje oca, koga stražari hvataju i uhite. Međutim, Pomet, vještom igrom, izvede da Popiva nagovori svoga gospodara da, novcem pozajmljenim od Laure, privremeno (od Sadija Židova) zakupi skladište s robom i, preobučen iz plemićkog u trgovačko odijelo, pokaže svomu ocu Maroju to skladište. Sve se ovo događa u trećem činu komedije, koji je, zapravo, njezina kulminacija. 
U četvrtome činu Dundo Maroje osvetnički koristi novonastalu situaciju i nove mogućnosti, uzima svu robu iz skladišta i pravi se (sada on!) da ne poznaje sina. Pomet, konačno, preuzima sve niti radnje u svoje ruke. Kurtizana Laura je, zapravo, kći bogatoga plemića Ondarda iz Augsburga, što će reći, bogata nasljednica. Zbog ovog otkrića Pomet dobiva i nagradu od sto škuda. Njemu, dakle, polazi za rukom da "pobijedi i izbaci mladog ljubavnika i iz milosti očeve i milosti kurtizane". 
Sam završetak komedije nam nije poznat, ali se, već i na temelju prologa, može naslutiti da će se sve "svršit u veselje". Mihovil Kombol (u "Povijesti hrvatske književnosti do narodnog preporoda", iz 1945. godine) pretpostavlja "da će se Laura udati za Nijemca Uga, dok će se Maro, nadmudren od oca i osramoćen pred Laurom, vratiti s vjerenicom u Dubrovnik, gdje će mu uostalom, sudeći po nekim upravo pristiglim listinama, nekaka baština pomoći da zaboravi svoje mladenačke ludorije ". (Mihovil Kombol će napisati i "nadopuni` Dunda Maroja `" - 1955. godine -. zapravo, završetak komedije, onakav kakvim ga je on zamišljao.)